# Gertrud Blank
Gertrud Blank (geboren 1892 in Hannover; gestorben 1981 in Tel Aviv) war eine deutsch-israelische Sozialarbeiterin.

## Leben
Gertrud(e) („Trude“) Blank war die Tochter von Ely Blank (1839–1926), Kaufmann und Fabrikant, und von Sophie Blank, geborene Levy (1851–1892) aus Wallensen (Weserbergland). Sie wurde im Gegensatz zu ihren älteren Geschwistern, darunter Bruder Albert Blank (1885–1963), später Mitinhaber der Teppichwerke Otto Kuhlmann & Co in Hameln, und Paula Blank (1887–1967), später Bibliothekarin, schon in Hannover geboren, wohin ihre Familie kurz zuvor gezogen war. Sie absolvierte 1913 bis 1915 die Frauenfachschule für Sozialarbeit in Berlin-Schöneberg und arbeitete 1915 bis 1920 als Fürsorgerin am städtischen Wohlfahrtsamt in Berlin-Charlottenburg. 1920 bis 1933 war sie leitende Fürsorgerin am Jugend- und Wohlfahrtsgericht Berlin, daneben auch tätig bei der Gefährdeten-Fürsorge und der Ausbildung von Fürsorgerinnen. Ab 1932 Mitglied der Zionistischen Vereinigung für Deutschland wurde sie 1933 nach dem sogenannten „Gesetz zur Wiederherstellung des Berufsbeamtentums“ als Jüdin entlassen.
Nun wurde sie Fürsorgerin im Außendienst der Zentralwohlfahrtsstelle der Juden in Deutschland in Berlin, 1934 Leiterin des jüdischen Wohlfahrtsamtes der Provinz Magdeburg, schließlich 1934 bis 1939 leitende Mitarbeiterin der Jüdischen Winterhilfe und in der Gemeinde- und Bezirkswohlfahrt Berlin. Erst im April 1939 emigrierte sie mit einem AI-Zertifikat der britischen Mandatsregierung nach Palästina (Schwester Paula war 1933 über die Schweiz nach Palästina, Bruder Albert 1936 mit der Familie nach England emigriert). 1939 wurde sie Mitglied der Histadrut und der H.O.G. (Hitachduth Olej Germania), der Vereinigung deutscher Einwanderer. In Palästina setzte sie ihre Arbeit fort: 1942 bis 1943 als Fürsorgerin in der Frauensozialhilfe, 1944 bis 1948 im Wohlfahrtsministerium (wo sie u. a. verantwortlich war für die Unterstützung Evakuierter aus Zypern), ab 1945 als leitende Fürsorgerin in der Sozialhilfe für ehemalige Soldaten, 1948 bis 1957 als Sozialarbeiterin in der Abteilung für Kindersozialhilfe des Ministeriums für Sozialarbeit. Schließlich wurde sie 1957 noch ehrenamtliche Mitarbeiterin in der „Vereinigung ehemaliger Funktionäre und Angestellter jüdischer Gemeinden in Deutschland“. Sie lebte zuletzt gemeinsam mit ihrer Schwester Paula Blank in Tel Aviv.